# Santa Cristina de Valmadrigal
Santa Cristina de Valmadrigal è un comune spagnolo di 357 abitanti situato nella comunità autonoma di Castiglia e León.